# Prosopocera submaculosa
Prosopocera submaculosa là một loài bọ cánh cứng trong họ Cerambycidae.